# Каминка, Август Исаакович
А́вгуст Исаа́кович Ками́нка (9 сентября 1865, Херсон — 1 ноября 1941 ?) — российский юрист, общественный и политический деятель, публицист, издатель.

## Биография
Родился 9 сентября 1865 года в Херсоне. Окончил в 1888 году юридический факультет Санкт-Петербургского университета, где являлся видным учеником профессора Н. Л. Дювернуа. Был приват-доцентом Петербургского университета по кафедре гражданского и торгового права; читал общий курс торгового права (1905—1912). Одновременно преподавал право на Высших женских (Бестужевских) курсах (с 1909).
В 1898 вместе с группой молодых юристов основал журнал «Право», в котором состоял соредактором. Участвовал в ряде сборников — «Нужды деревни» (1904), «Конституционное государство» (1904; второе издание 1905), «Первая Государственная дума», «Вторая Государственная дума» (1907 (совместно с В. Д. Набоковым). Автор трудов по торговому праву «Акционерные компании» (том I, Санкт-Петербург, 1902; магистерская диссертация); «Комментарий к вексельному уставу 1902 г.» (1902, третье издание 1913); «Очерки торгового права» (том I, 1910; второе издание 1912).
В 1904 году принял участие в издании сборника «Нужды деревни»; в том же году, вместе с И. В. Гессеном, издал сборник «Конституционное государство» (2 издание, 1905); в 1907 году участвовал в сборниках «Первая государственная дума» и «Вторая государственная дума».
Сферу научных интересов А. И. Каминки составляли римское право, теория торгового права, вексельное право (Комментарий к вексельному уставу 1902 года).
Один из организаторов и лидеров партии кадетов, член ЦК партии. Вместе с В. Д. Набоковым и М. М. Винавером был редактором еженедельного журнала «Вестник партии народной свободы» (1906—1917; с перерывами).
Являлся племянником председателя правления Азовско-Донского банка Б. А. Каменки. Состоял членом совета Азовско-Донского банка и членом правлений Олонецкой железной дороги, Карпово-Обрывских каменноугольных копей, Лысьвенского горного округа, Селезневского каменноугольного общества, общества Соединённых цементных заводов, Северной бумажной фабрики. Жертвовал значительные суммы кадетской партии.
В 1918 эмигрировал в Финляндию, с 1920 жил в Берлине, соучредитель издательства «Слово» и один из основателей и руководителей газеты «Руль» (1920—1931); председатель Русской Академической группы в Берлине.
А. И. Каминка в последние свои годы жил в Риге. После захвата Риги немецкими войсками в июле 1941 года, началось массовое истребление евреев. Скорее всего, А. И. Каминка погиб в результате уничтожения населения Рижского гетто осенью 1941 года.

## Научная деятельность
Сферу научных интересов А. И. Каминки составляли римское право, теория торгового права, вексельное право (Комментарий к вексельному уставу 1902 года).
Проведя исследование акционерного права («Акционерные компании» (том 1, Санкт-Петербург, 1902, магистерская диссертация), А. И. Каминка дал оригинальное определение акционерной компании, сохранившее своё значение и в современный период: «Акционерная компания — это корпоративный союз лиц, образовавших её капитал путём определённого числа равных взносов, которые дают право на участие в союзе и коими исчерпываются имущественные обязанности акционеров».
А. И. Каминка в своём крупном фундаментальном труде «Очерки торгового права» (том 1, 1910 год, 2 издание, 1912) исследовал понятие торговли и торгового права, причины обусловливающие самостоятельность торгового права, источники торгового права, кодификацию торгового права в России, Германии и Франции в XIX веке, условия развития торгового права в России, правовой статут купца, понятие, содержание и виды торговой дееспособности, статут торгового предприятия, торговой фирмы, порядок и значение торговой регистрации, статут торговых служащих, недобросовестную конкуренцию, понятие и виды товариществ, их юридическую природу, происхождение, природу и возникновение полного товарищества, понятие и юридическую природу акционерных компаний, товарищества с ограниченной ответственностью и предпринимательские союзы.
А. И. Каминка был сторонником характера дуализма частного права (по примеру ряда европейских стран) и считал торговое право самостоятельным правом (наукой и отраслью), исходил из независимости торгового права от гражданского права. Аргументами в пользу такого подхода, на его взгляд, выступают следующие обстоятельства:
1. наличие в области торговли своеобразных институтов, не встречающихся в других областях частного права.
2. Существование в области торговых отношений специального духа, чуждого остальной части имущественного оборота — социального, космополитического духа.
3. Центральным понятием торгового права является не «юридическое отношение», а «организованное торговое предприятие».
4. Широкое развитие самодеятельности и самостоятельной инициативы деятелей торговли в сочетании с публичными мерами особой строгости и контроля, считающимися в остальной части имущественного оборота излишними.
5. Необходимость обеспечения быстроты, твёрдости и определённости торгового оборота.
6. Объединение гражданского и торгового права достигается только внешним образом, ибо в действительности с нормами гражданского права соединяются специально торговые нормы.

## Сочинения
- Каминка А. И. Новое германское торговое уложение // Журнал Министерства юстиции. 1898. № 1. Январь. — С. 1 — 60.
- Каминка А. И. Акционерные компании. Юридическое исследование. Том I. / А. И. Каминка. — СПб.: Типо-Литография А. Е. Ландау, 1902.
- Каминка А. И. Предпринимательские союзы. (Очерки картельного права). СПб., 1909.
- Каминка А. И. Устав о векселях. Закон 27 мая 1902 года с разъяснениями по законодательным мотивам, решениям Гражданского кассационного департамента и его отделений, Судебного департамента и II Общего собрания Правительствующего Сената и германских судов. 3-е изд. СПб., 1913. (4-е изд. — Каунас: Изданiе Д. Гутмана, 1928. — XIV+404 с.)
- Каминка А. И. Объединение вексельного права. — СПб., 1913.
- Каминка А. И. Основы предпринимательского права. — Петроград: Труд, 1917.
- Каминка А. И., Набоков В. Д. Вторая Государственная Дума. — СПб.: Тип. т-ва «Общественная польза», 1907. — 318 с. Архивировано 8 ноября 2010 года.
- Каминка А. И. Очерки торгового права / А. И. Каминка; под ред. и с предисл. В. А. Томсинова ; МГУ им. М. В. Ломоносова, Юрид. фак. — М.:Зерцало, 2007. — XXXIV, 377 с. — (Русское юридическое наследие). (Каминка А. И. Очерки торгового права М.: АО «Центр ЮрИнфоР», 2002. — 547 с.)